# Łęki Dolne
Łęki Dolne is een plaats in het Poolse district  Dębicki, woiwodschap Subkarpaten. De plaats maakt deel uit van de gemeente Pilzno en telt 1500 inwoners.